# 太平洋沙鮨
太平洋沙鮨，為輻鰭魚綱鱸形目鱸亞目鮨科的其中一種，分布於東太平洋區，從墨西哥下加利福尼亞半島至秘魯海域，棲息深度1-90公尺，體長可達28公分，生活在沙泥底質海域，為底棲性魚類，屬肉食性，以甲殼類為食，可作為食用魚。

## 擴展閱讀
維基物種上的相關：太平洋沙鮨